# Orangepannad fruktduva
Orangepannad fruktduva (Ptilinopus aurantiifrons) är en fågel i familjen duvor inom ordningen duvfåglar.

## Utseende och läte
Orangepannad fruktduva är en liten fruktduva med, som namnet avslöjar, lysande orange i pannan. Vidare har den vit strupe, grått bröst som ströcker sig runt halsens backsida och ljuslila fläckar på vingarna. Ytligt sett liknar den karmosinkronad fruktduva, men har grönt istället för gult på buken och saknar ett mörkrött band. Lätet beskrivs bestå av en serie med mjuka "hoo".

## Utbredning och systematik
Fågeln förekommer på västpapuanska öarna, Yapen, i Aruöarna, på Nya Guinea samt i D'Entrecasteaux-arkipelagen. Den behandlas som monotypisk, det vill säga att den inte delas in i några underarter.

## Levnadssätt
Orangepannad fruktduva hittas i mangroveskogar och andra skogar påverkade av människan, i öppnade miljöer än liknande karmosinkronad fruktduva.

## Status och hot
Arten har ett stort utbredningsområde, men tros minska i antal, dock inte tillräckligt kraftigt för att den ska betraktas som hotad. Internationella naturvårdsunionen IUCN listar arten som livskraftig (LC).